# Yumeji Takehisa
Yumeji Takehisa (jap. 竹久 夢二 Takehisa Yumeji; ur. 16 września 1884 w prefekturze Okayama, zm. 1 września 1934) – japoński malarz, twórca drzeworytów, poeta.

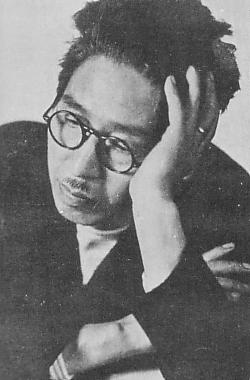
Yumeji Takehisa

Odwiedził Stany Zjednoczone, Europę i Tajwan, w 1901 roku zamieszkał w Tokio.
Tworzył projekty książek i okładek czasopism oraz ilustracje (rysunki, karykatury). W 1909 roku przedstawił pierwszą serię swoich drzeworytów, wzbudzając żywą reakcję publiczności. Malował głównie piękne kobiety, łącząc wpływy zachodniej sztuki z przełomu XIX i XX w. z japońską wrażliwością i stylem ukiyo-e. Pisał również prozę i poezję.

## Galeria

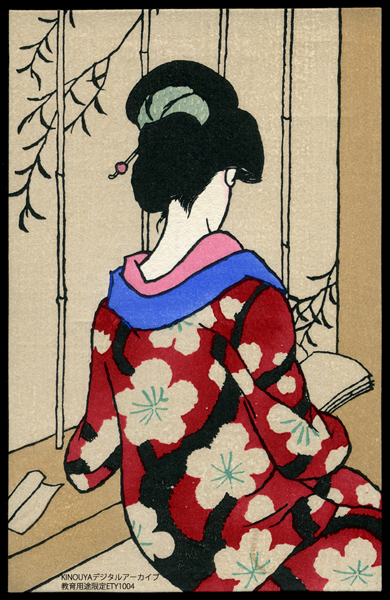
Kartka pocztowa, lata 30. XX w.
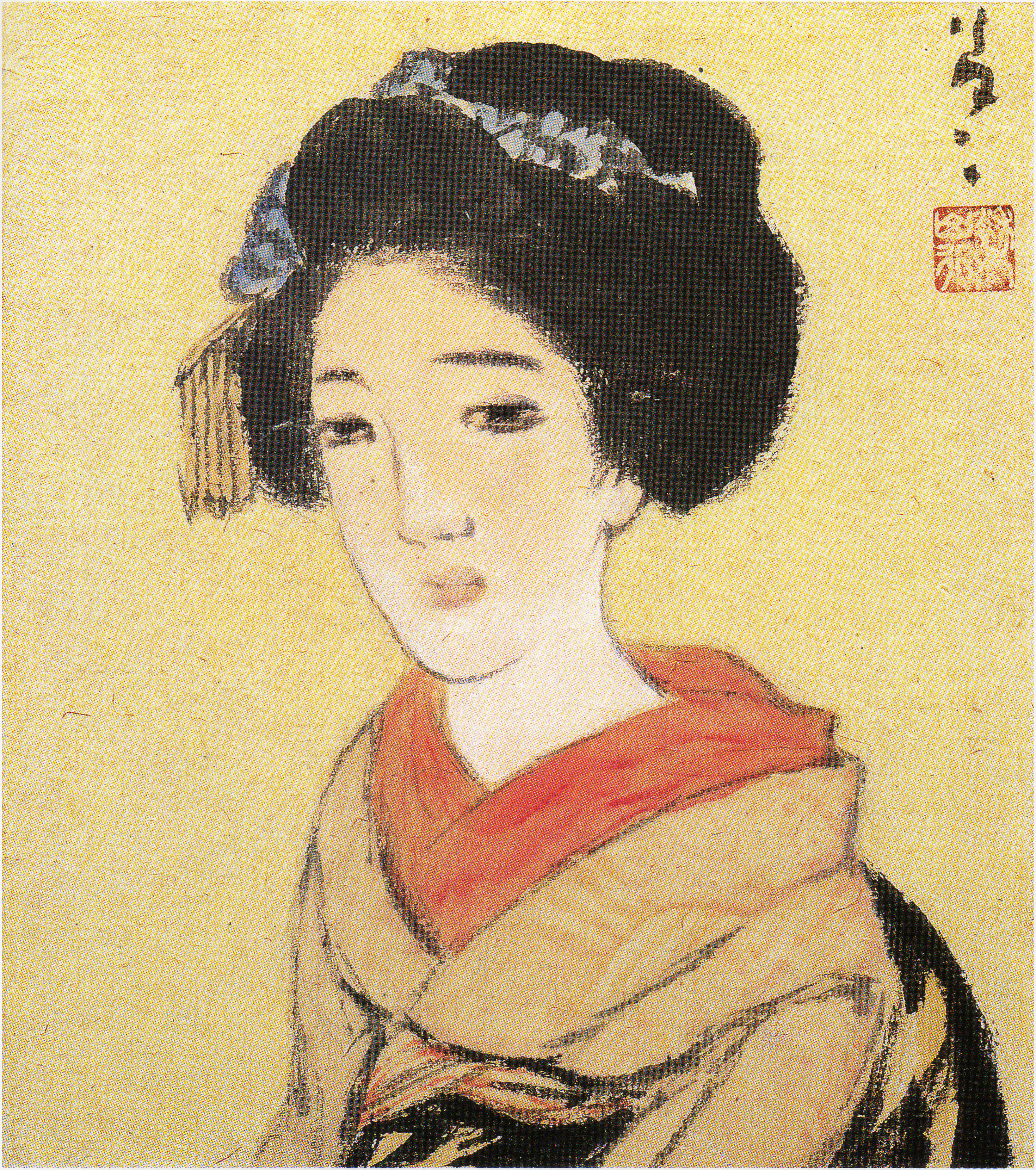
Maiko
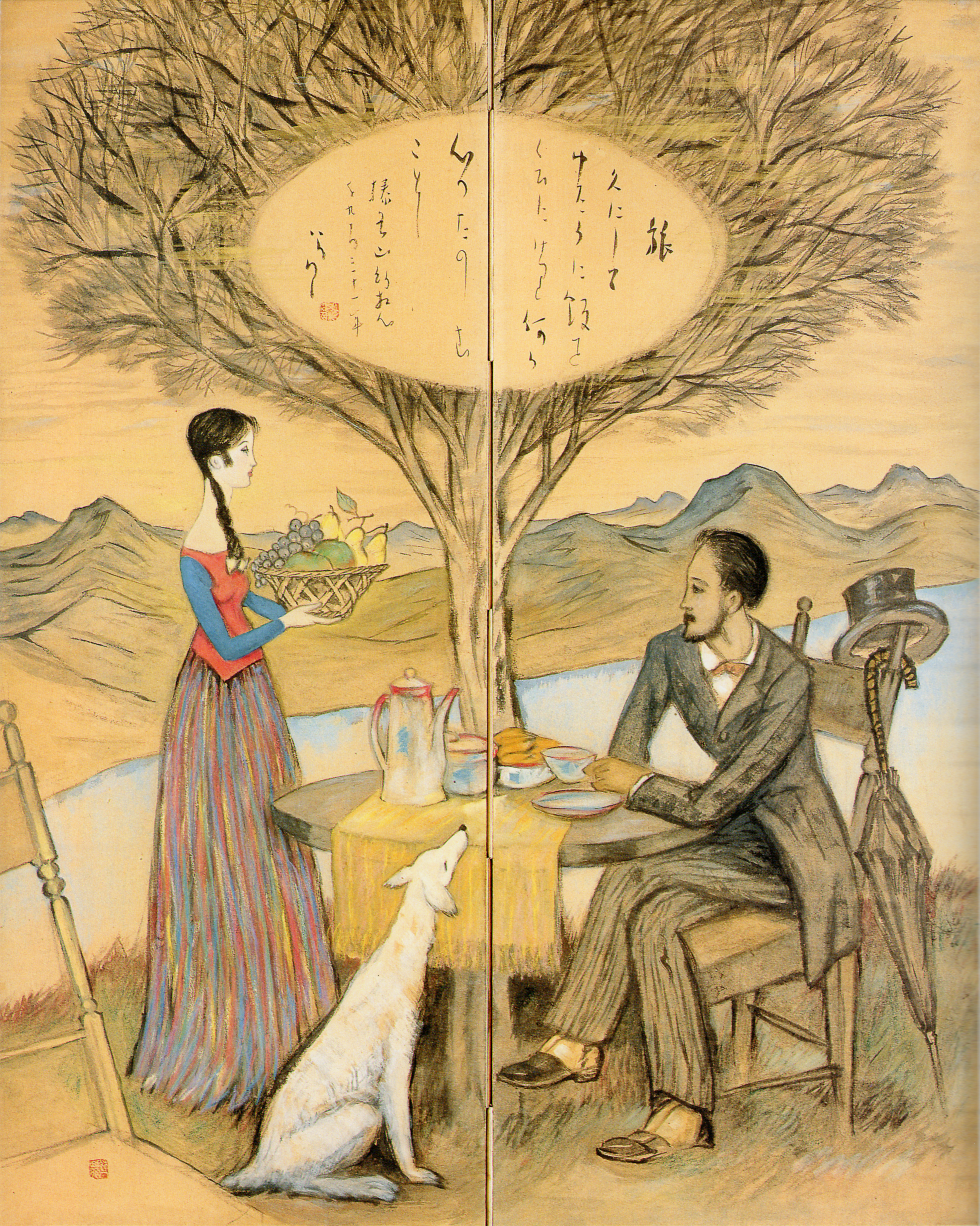
Podróż, 1931
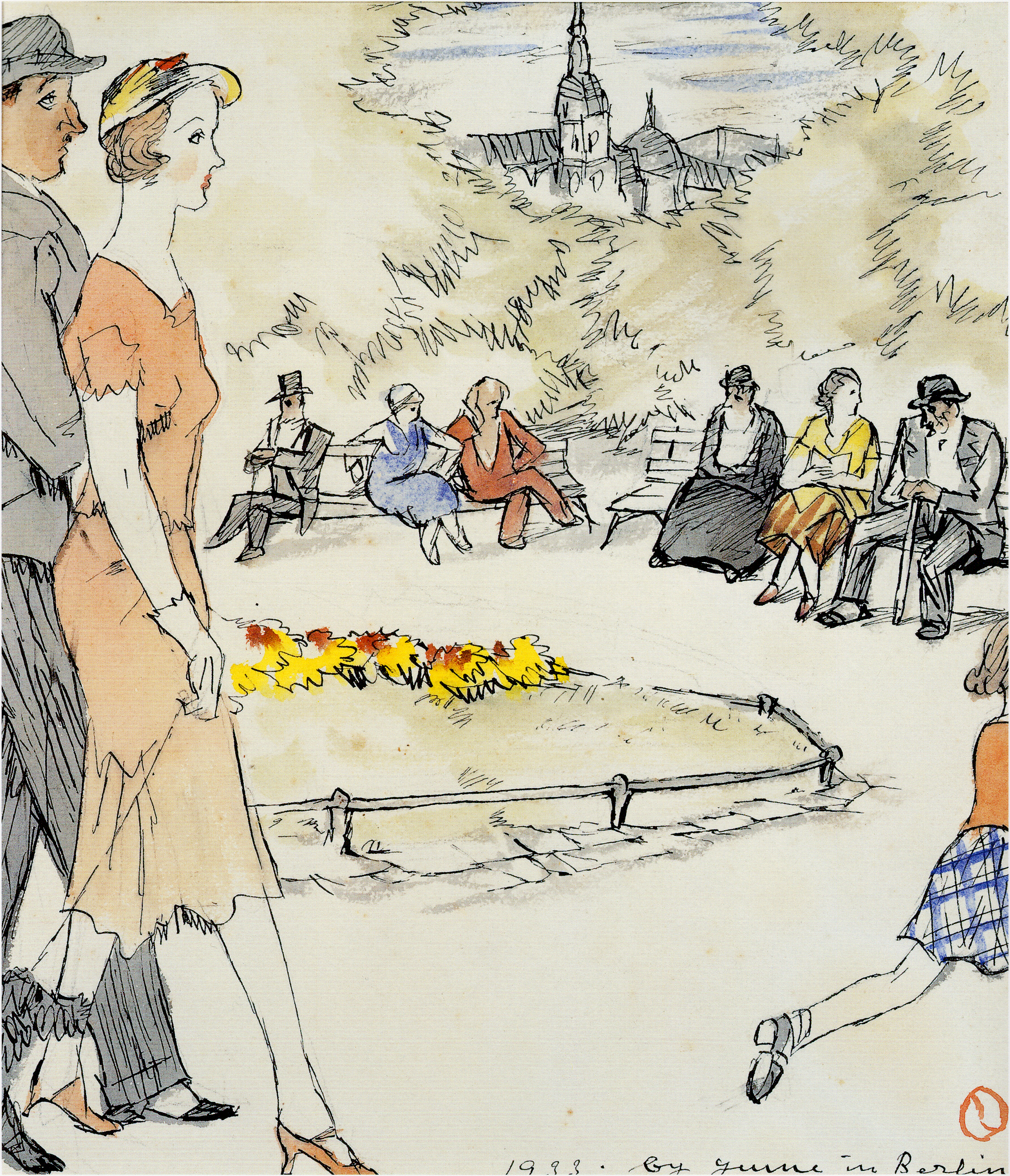
Park w Berlinie, 1933